# X-Men Legends II: Rise of Apocalypse
X-Men Legends II: Rise of Apocalypse is het vervolg op X-Men Legends. Het is een actierollenspel dat in 2005 werd uitgebracht voor de Xbox, PlayStation 2, N-Gage, PSP, GameCube en Windows.
Het verhaal van het spel gaat over Apocalypse, die een oorlog tegen mensen en mutanten is begonnen door het land Genosha binnen te vallen. Onder leiding van Professor X en Magneto werken de X-Men en het Brotherhood of Mutants samen tegen dit gevaar.

## Uitgaven
- GameCube (2005)
- PlayStation 2 (2005)
- PSP (2005)
- Windows (2005)
- Xbox (2005)
- Mobiele telefoon (2005)

## Ontvangst
| Beoordeeld door            | Platform      | Datum             | Score |
| -------------------------- | ------------- | ----------------- | ----- |
| Gaming Age                 | PSP           | september 2005    | 100%  |
| GamePro (USA)              | PlayStation 2 | 25 januari 2006   | 90%   |
| GameZone                   | Xbox          | 10 oktober 2005   | 89%   |
| Game Chronicles            | GameCube      | 21 september 2005 | 85%   |
| IGN                        | Xbox          | 21 september 2005 | 85%   |
| Xbox World Australia (XWA) | Xbox          | 2005              | 85%   |
| Gamers' Temple, The        | Xbox          | 2005              | 84%   |
| GameSpot                   | PlayStation 2 | 21 september 2005 | 81%   |
| Cheat Code Central         | Windows       | 6 oktober 2005    | 80%   |
| Wham! gaming               | Xbox          | 28 oktober 2005   | 80%   |